# 美山町 (京都府)
美山町（みやまちょう）は、2005年12月31日まで京都府に存在した町。北桑田郡に属していた。
人口5,070人（2003年）、町面積は340.47平方キロメートルで発足から廃止までの間、京都府内の町村では最大であった。三国岳、頭巾山、長老山など800 - 900メートル級の連山に囲まれ、その山合いを縫うように由良川の源流が町の中央部を流れている。豪雪地帯に指定されている。
川に沿って建てられた民家のうちおよそ250棟は茅葺き民家で、特に北集落は茅葺き民家が多く残っている。この集落は、国の重要伝統的建造物群保存地区として選定されている。
2006年1月1日に周辺4町が合併して南丹市となり、地方公共団体としての美山町は消滅した。

## 地理

### 隣接する自治体・行政区
- 京都市（左京区、右京区）
- 綾部市
- 船井郡：日吉町、京丹波町
- 福井県大飯郡：おおい町
- 滋賀県高島市

## 歴史
- 1955年（昭和30年）4月1日 - 知井村・平屋村・宮島村・鶴ヶ岡村・大野村が合併して発足。
- 2006年（平成18年）1月1日 - 船井郡園部町・八木町・日吉町と合併して南丹市が発足。同日美山町廃止。

## 交通

### 鉄道
町内に鉄道路線はない。
鉄道敷設法により、小浜線小浜駅と山陰本線殿田駅（現日吉駅）を結ぶ小鶴線が計画され町内を通る予定だったが、未開業に終わった。なお、小鶴線の「鶴」は本町を構成していた旧鶴ヶ岡村に因んでいる。
鉄道駅から路線バスへの連絡は、以下の2通りの経路がある。
- 和知駅から南丹市営バス 7系統（大野線） 静原行きに乗車。
- 京都駅・二条駅・円町駅または阪急大宮駅から西日本JRバス 高雄・京北線 周山行きで終点まで乗車し、南丹市営バス 5系統（京北線） 鶴ヶ岡行き（日祝日は、かやぶきの里行きもあり）に乗り継ぎ。

### 主な道路
- 国道162号

## 地域

### 教育
- 京都府立北桑田高等学校美山分校
- 京都美山高等学校（現在は閉鎖）

## 出身著名人
- 岩井文助、岩井商店（現双日）創業者。
- 野々村仁清、江戸時代前期の陶工。京焼の祖。
- 磯部清吉、元衆議院議員、元首相犬養毅と懇意であった。京都帝国大学卒。
- 伊藤盛夫、丸山ワクチンで治療する平屋診療所を運営した医学博士。人生を過疎の診療に賭けた。京都大学大学院卒。
- 中田慶雄、日本国際貿易促進協会前理事長、現副会長。中国人民大学、復旦大学卒。
- 大矢息生、弁護士、元国士舘大学名誉教授。

## 在住の有名人
- ブラッキー中島隆章、ウィーラースクールジャパン（自転車教室）主催

## その他
- 水の郷百選：清流・茅葺き民家 歴史的景観を有する町